# Медаль «За ранение» (Хорватия)
Медаль «За ранение» (хорв. Ranjenička kolajna) — медаль Независимого государства Хорватия, учреждённая поглавником Анте Павеличем 8 апреля 1943 года.

## Описание награды
Медаль имеет форму круга диаметром 32 мм. На лицевой стороне — изображение хорватского трилистника, с наложенными на него двумя скрещенными мечами. Ниже расположена эмблема усташей. В верхней части аверса — идущая полукругом выпуклая надпись прописными буквами ZA POGLAVNIKA I ZA DOM (За поглавника и Родину). В нижней части, левее и правее эмблемы изображены дубовые листья.
Оборотная сторона: внутри орнамента в центральной части медали — герб Хорватии с эмблемой усташей над ним, а также надписи PRIZNANJE DOMOVINE (Благодарная отчизна) выше них и 1942 — ниже.
Существовали две степени медали: железная за ранения средней тяжести и «золотая» (позолоченная), выдававшаяся за тяжёлые ранения, или близким родственникам погибших в бою или умерших от ран.
Лента медали шириной 40 миллиметров с 6-мм белыми полосами по краям, и 1-3 синими полосками в центре (в зависимости от количества ранений) на фоне поперечных попеременно расположенных красно-белых полосок.

Миниатюрный позолоченный дубовый венок крепился на ленту при большем количестве ранений.